# Gertrud Strandberg
Gertrud Strandberg, född 19 december 1885 i Värnamo församling, Jönköpings län, död 5 december 1956 i Malmö Sankt Johannes församling, Malmöhus län, var en svensk lärare, rektor och kvinnosakskvinna. Hon var en av mycket få kvinnor som studerade historia vid Lunds universitet under nittonhundratalets början. Hon blev lärare och sedermera rektor vid flera skolor och högre läroverk i Sverige, samt ordförande i Landsföreningen för kvinnans politiska rösträtt i Nybro.

## Biografi
Strandberg föddes 1885 i Värnamo. 1905 avlade hon studentexamen vid Åhlinska skolan i Stockholm. Hon fortsatte sina studier i Lund, och var under studietiden med och grundade studentskekören och kristliga studentrörelsen. Mellan 1905 och 1906 var hon en av två kvinnor som studerade historia vid Lunds universitet.
Efter sin filosofie kandidat tjänstgjorde hon som lärare, först i Tranås och därefter i Nybro. Hon blev sedermera vikarierande rektor för Nybro statliga allmänna gymnasium och realskola. Därefter blev mellan 1923 och 1935 hon rektor vid Mathilda Halls skola i Göteborg, följt av Malmö högre allmänna läroverk för flickor där hon blev rektor 1935. När kommunala flickskolan i Malmö grundades 1937 blev hon dess biträdande rektor, fram till sin pension 1945.
Mellan 1914 och 1919 var hon ordförande för lokalföreningen av Landsföreningen för kvinnans politiska rösträtt i Nybro.